# ふじろう
ふじろう（1948年1月26日 ‐2018年7月31日）は日本のシンガーソングライターである。本名杉谷 夫二朗、鳥取県境港市出身。作詞や作曲をするときは本名を使っている。テイチクエンタテインメント所属。デビュー当時のキャッチフレーズは『俺の生きざまは俺しか歌えない』であった。

## 経歴
1970年、第4回ヤマハ・ライト・ミュージック・コンテストにおいてロック部門全国3位となり、コマーシャルソングやスタジオミュージシャンとして活動を開始する。
1979年（昭和54年）にシングル「愛の唄など歌えない」でデビュー。
神戸や大阪を中心に活動していた。同年9月2日(収録は6月23日と7月7日)放送分の、当時NHK総合テレビジョンで放送されていた『あなたのメロディー』でテレビデビューする。同番組では当時高校生の一般女性作詞作曲、小山内たけとも編曲「エルドラド」を歌うことになり、歌ったことには歌ったが音程を外す、歌詞を間違えるなどと散々であった。結局それがトラウマになり、1980年、米子市でのコンサートで突然引退。デビューからの歌手活動は結局2年ほどであった。
引退した理由には地元でしていた事業が忙しくなったこともあるという。
その後は地元で音楽イベントを開いたり、ライブハウスや塾などを経営していたが、2009年1月に探偵!ナイトスクープに出演(後述)したことが切っ掛けで、長らく引退していた歌手業を再開させる。11月17日に出雲國神仏霊場巡りのイメージソングである「あなたにもいい旅を」を全国発売し、62歳を前にしておよそ30年ぶりのカムバックを成し遂げた。

### シングル
1. 愛の唄など歌えない／マリア1979年5月25日発売
2. WALKING IN THE RAIN(広美和子とのデュエット)／俺のハピネス…1980年1月25日発売
3. あなたにもいい旅を(山陰の旅・出雲國神仏霊場巡りイメージソング)／無常歌…2009年11月17日発売

### アルバム
1. I'M IN LOVE…1980年発売

### その他
1. 「風の道標」(『NHK特集 シルクロード』イメージソング)…『80's TVヒッツ・コレクション』収録(2002年2月21日発売)

## 探偵!ナイトスクープ
『あなたのメロディー』出演から30年ほど経ったころテレビ朝日系列の朝日放送（ABCテレビ、2009年1月16日放送）の『探偵!ナイトスクープ』に「エルドラド」を『あなたのメロディー』に応募し、ふじろうに歌われた当時高校生だった一般女性から投稿があった。会社の同僚に『あなたのメロディー』の予選を通過し、テレビに出演したということを話したところ「その歌は本当に良い歌なのか？」などと言われてしまったため、ふじろうを探し出してもう一度歌ってもらうために探してほしく投稿したとのこと。
探偵の北野誠が「エルドラド」の編曲に携わった小山内に聞くが分からず、昭和歌謡に詳しいという唐沢俊一によると、ひらがなだけという芸名がテイチクのようだということでテイチクの本社に行ったところふじろうの担当者にめぐりあい、テイチク側からふじろうに連絡をとり、無事依頼者はふじろうと再会できた。
当時収録後に依頼者はふじろうからサインとレコードを貰い、風邪をひいていたと言われたが、「当時は本当に風邪をひいていたのか？」とふじろうに尋ねたところ「多分、嘘だったと思う」と答えた。当日水前寺清子や伊東ゆかりという既に有名な歌手が多く出場しており、その回で優勝した伊東ゆかりのあとだったために更に緊張してしまったとのこと。
また、本来依頼者は尾崎紀世彦に歌ってほしくて応募したため音程の高いところがあり、ふじろうは高い音程が苦手だったので音程をはずしてしまったとのことである。